# Щелезубовые
Щелезу́бовые, или щелезу́бые, или щелезу́бы (лат. Solenodontidae), — семейство млекопитающих из отряда насекомоядных. Включает два рода с двумя современными видами: кубинский щелезуб (Atopogale cubana) и гаитянский щелезуб (Solenodon paradoxus). Научное название этого семейства происходит от греч. σολην- (щель, канал) и -οδον (зуб).

## Внешний вид
Это сравнительно крупные для насекомоядных звери: длина тела 28—32 см, хвоста 17,5—25,5 см, масса до 1 кг. Внешне они напоминают крыс или крупных землероек на высоких ногах. Телосложение плотное. Тело покрыто мехом красновато-коричневого или чёрного цвета. Хвост почти голый, чешуйчатый. Морда узкая, вытянутая в хоботок, на конце безволосая; ноздри открываются по бокам рыла. Глаза маленькие. Уши частично безволосые. Пальцев на всех конечностях по 5; они снабжены когтями, которые на передних лапах длиннее и крепче.
Череп у щелезубов с сильно развитыми гребнями. Скуловые дуги отсутствуют (как у землероек). Зубы острые, конической формы, числом 40. Первый верхний резец крупнее остальных. Позвонков: шейных 7, грудных 15, поясничных 4, крестцовых 5 и хвостовых 23. На конце рыла у гаитянского щелезуба имеется особая круглая косточка, поддерживающая носовой хрящ, — os proboscidis. Под мышками и в паху у щелезубов находятся железы, выделяющие маслянистый секрет с сильным мускусным запахом. У самок одна пара сосков, в паховой области (почти на ягодицах). Семенники у самцов находятся в брюшной полости.

### Яд щелезуба
Щелезубы наряду с утконосом и некоторыми землеройками являются одними из немногих ядовитых млекопитающих. Ядовитый аппарат у них несколько напоминает змеиный: токсичная слюна производится подчелюстной слюнной железой; проток железы открывается у основания глубокой бороздки (щели) второго нижнего резца. Ядовитый компонент слюны щелезубов — blarina toxin, как и у некоторых бурозубок. Парадоксально, что щелезубы не имеют иммунитета к собственному яду и погибают даже от лёгких укусов, полученных во время драк между собой.

## Распространение, образ жизни и размножение

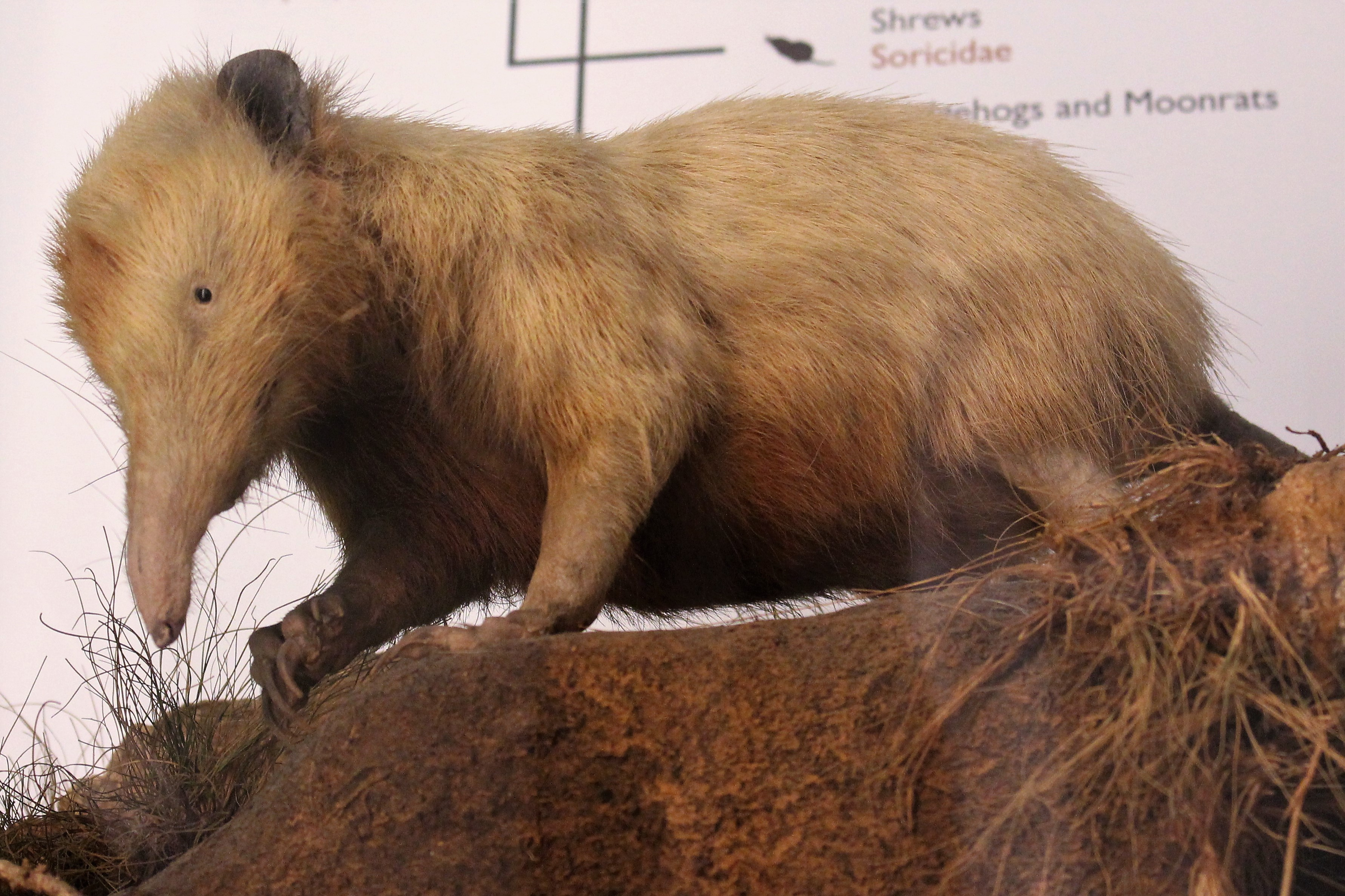
Кубинский щелезуб

В позднем мезозое и начале кайнозоя щелезубы были широко распространены в Северной Америке и островах Карибского бассейна. Щелезубы относятся к ветви, которая отделилась от других насекомоядных млекопитающих 73,6 млн лет назад, а две популяции гаитянского щелезуба, которые считались отдельными видами, оказались подвидами, разделившимися 300 тыс. лет назад.
Сейчас встречаются только на Кубе и на Гаити, где обитают в горных лесах, кустарниковых зарослях, изредка заходя на плантации. Ведут наземный образ жизни, активны по ночам. Днём спят в естественных укрытиях или в норах. Питаются как животной, так и растительной пищей: беспозвоночными, мелкими ящерицами, плодами, а также падалью. По некоторым сведениям нападают на домашнюю птицу. Пищу разыскивают, копаясь мордой и лапами в рыхлой почве и листовом опаде. Воду пьют, загнув свой нос кверху и затем запрокинув голову подобно птицам. Во время еды зверёк садится, опираясь на ступни и основание хвоста, и держит пищу передними лапами. Неуклюжи, но бегают довольно быстро; способны неплохо лазать. Весьма агрессивны; в неволе легко приходят в ярость и даже бросаются на человека.
Щелезубы не плодовиты — размножаются всего раз (максимум 2) в год, принося 1—3 детёнышей, слепых, беззубых и безволосых. Молодняк иногда остаётся с матерью даже после появления нового потомства. В одной норе могут находиться до 8 особей. Продолжительность жизни щелезуба — до 5 лет (в неволе); один гаитянский щелезуб дожил до 11 лет и 4 месяцев.

## Статус популяции
Оба вида щелезубов малочисленны и внесены в международную Красную книгу со статусом «находящиеся под угрозой вымирания» (Endangered). Несмотря на всеядность и скрытный образ жизни, щелезубы находятся на грани вымирания. Причиной этому является низкая скорость размножения в сочетании с уничтожением привычной среды обитания (лесов) и нападениями интродуцированных хищников: крыс (Rattus), собак, кошек и особенно малых мангустов (Urva auropunctata). До европейской колонизации щелезубы почти не имели естественных врагов, поэтому они не выработали средств защиты против хищников; они довольно медлительны и неуклюжи и при опасности порой просто замирают вместо того, чтобы спасаться бегством. Гаитянский щелезуб быстро вымирает; кубинский считался вымершим, пока в 2003 году не был пойман живой экземпляр. Ещё один гаитянский щелезуб, Solenodon marcanoi, известен только по костям скелета; очевидно, он вымер ещё в начале европейской колонизации острова.

## Кладограмма
Филогенетические взаимосвязи между четырьмя рецентными (т. e. включающими ныне живущие виды) семействами насекомоядных:
|  | Talpidae (кротовые)                                                                |
|  |                                                                                    |
|  | \| \| Erinaceidae (ежовые) \| \| \| \| \| \| Soricidae (землеройковые) \| \| \| \| |
|  |                                                                                    |
|  | Erinaceidae (ежовые)                                                               |
|  |                                                                                    |
|  | Soricidae (землеройковые)                                                          |
|  |                                                                                    |

|  | Erinaceidae (ежовые)      |
|  |                           |
|  | Soricidae (землеройковые) |
|  |                           |